# Vereinigte Raiffeisenbank Burgstädt
Die Vereinigte Raiffeisenbank Burgstädt eG ist eine Genossenschaftsbank mit Sitz in der sächsischen Stadt Burgstädt im Landkreis Mittelsachsen.

## Geschichte
Die heutige Vereinigte Raiffeisenbank Burgstädt eG wurde am 21. Februar 1903 in Burgstädt gegründet und entstand im Jahr 1992 durch die Fusion der Raiffeisenbank Burgstädt e.G. mit dem Sitz in Burgstädt mit der Raiffeisenbank Altmittweida e.G. mit dem Sitz in Altmittweida. Bereits in den Vorjahren fusionierte die damalige Bäuerliche Handelsgenossenschaft Burgstädt eG mit benachbarten ehemaligen Genossenschaftsbanken.
Eine detaillierte Chronik der Vereinigten Raiffeisenbank Burgstädt eG ist auf der Homepage der Bank hinterlegt.

## Rechtsverhältnisse
Die Vereinigte Raiffeisenbank Burgstädt eG ist im Genossenschaftsregister beim Amtsgericht Chemnitz unter GnR 8 eingetragen.

## Organisationsstruktur
Rechtsgrundlagen sind das Genossenschaftsgesetz und die durch die Generalversammlung beschlossene Satzung. Organe der Bank sind der Vorstand, der Aufsichtsrat und die Generalversammlung.

## Sicherungseinrichtung
Die Vereinigte Raiffeisenbank Burgstädt eG ist der amtlich anerkannten Sicherungseinrichtung des Bundesverbandes der Deutschen Volksbanken und Raiffeisenbanken GmbH und der zusätzlichen freiwilligen Sicherungseinrichtung des Bundesverbandes der Deutschen Volksbanken und Raiffeisenbanken e.V. angeschlossen.

## Geschäftsausrichtung
Die Vereinigte Raiffeisenbank Burgstädt eG betreibt das Universalbankgeschäft. Im Verbundgeschäft arbeitet sie mit der DZ Bank, R+V Versicherung, Bausparkasse Schwäbisch Hall, Teambank, VR Leasing, DZ Hyp und der Union Investment zusammen.

## Geschäftsgebiet
Das Geschäftsgebiet liegt im Westen des Landkreises Mittelsachsen und im Osten des Landkreises Zwickau.
An diesen Orten betreibt die Bank Filialen:
- Burgstädt (Hauptstelle, jur. Sitz)
- Limbach-Oberfrohna (2 Geschäftsstellen)
- Altmittweida (1 Geschäftsstelle + 1 SB-Geschäftsstelle)
- Lichtenau (Geschäftsstelle)